# رونالد غامارا هيريرا
رونالد غامارا هيريرا (بالإسبانية: Ronald Gamarra)‏ (و. 1958  م) هو سياسي، وأستاذ جامعي، ومحامي، وقاضي بيروفي، ولد في ليما.

## التعليم
تعلم في جامعة سان ماركوس الوطنية.